# Ambystoma velasci
Ambystoma velasci är en groddjursart som först beskrevs av Dugès 1888.  Ambystoma velasci ingår i släktet Ambystoma och familjen mullvadssalamandrar. Inga underarter finns listade i Catalogue of Life.
Arten har ett större utbredningsområde i bergstrakter och på högplatå i Mexiko. Den förekommer från norra delen av bergskedjan Sierra Madre Occidental till delstaten Puebla. Regionen där Ambystoma velasci lever ligger minst 1800 meter över havet. Habitatet utgörs främst av gräsmarker och skogsgläntor.
Äggläggningen sker i vulkaniska sjöar, i pölar som skapades av nötkreatur och i dammar som blev avskuren från vattendrag.
I några regioner hotas beståndet av vattenföroreningar samt av urbanisering. Även introducerade fiskar i sjöar påverkar populationen negativ. Flera exemplar i delstaten Puebla har avvikande morfologiska egenskaper och de föreställer kanske en hittills obeskriven art. Allmänt är Ambystoma velasci inte sällsynt. IUCN kategoriserar arten globalt som livskraftig.